# Lostwithiel

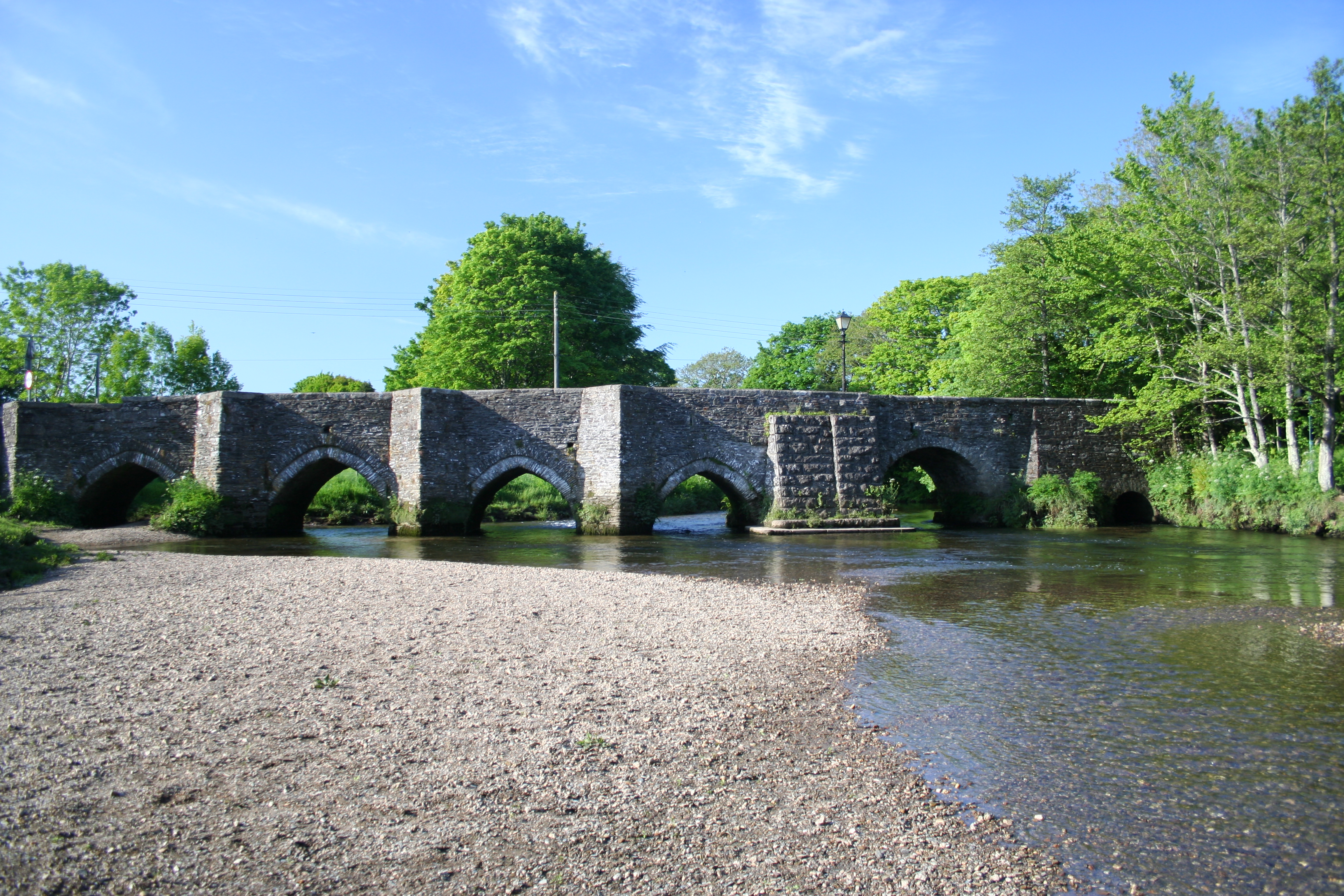
Lostwithiel (Cornovaglia): il ponte medievale sul fiume Fowey

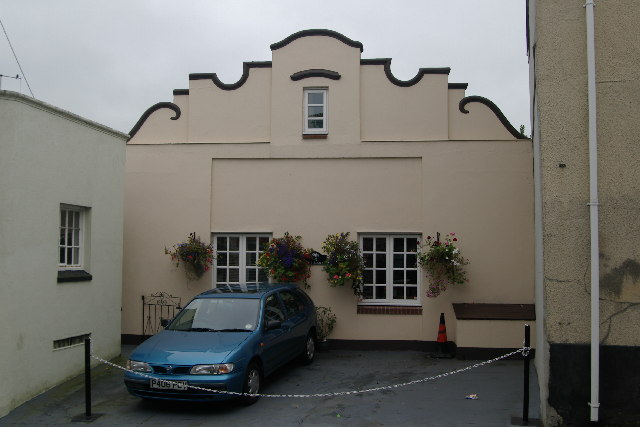
Lostwithiel: la vecchia stazione dei Vigili del fuoco

Lostwithiel (in lingua cornica: Lostwydhyel; 2.700 ab. circa) è una cittadina con status di parrocchia civile della Cornovaglia sud-orientale (Inghilterra sud-occidentale), appartenente al distretto di Restormel e situata lungo il tratto iniziale dell'estuario del fiume Fowey, che sfocia sul Canale della Manica.
Nel corso del Medioevo, la cittadina era capoluogo di contea.

## Etimologia
Il toponimo Lostwydhyel significa "il luogo alla fine della foresta".

## Geografia fisica

### Collocazione
Lostwithiel si trova a circa 12 km a nord di Fowey e circa 10 km a sud di Bodmin.

## Società

### Evoluzione demografica
Al censimento del 2001, Lostwithiel contava una popolazione di 2.739 abitanti, di cui 1.408 erano donne e 1.331 erano uomini.

## Storia
La cittadina fu fondata dai Normanni nel XIII secolo, quando, per via del trasporto dello stagno Lostwithiel divenne il secondo porto più trafficato dell'Inghilterra.

Nello stesso periodo, Lostwithiel divenne anche capoluogo della Cornovaglia.

### La campagna di Lostwithiel
Tra il 21 agosto e il 31 agosto 1644 la cittadina fu teatro delle battaglie, in seno alla Guerra civile inglese, note come battaglie di Lostwithiel, al termine delle quali 6.000 repubblicani furono costretti a lasciare la zona.
In seguito a tali battaglie, la cittadina subì notevoli distruzioni.

## Edifici e luoghi d'interesse

### Restormel Castle
Nei dintorni di Lostwithiel, si trova il Restormel Castle ("Castello del Restormel"), iniziato intorno all'inizio del XII secolo ed appartenuto, dapprima alla Corona Inglese (fino al 1299) e, in seguito, ai Duchi di Cornovaglia.
|  |

### Chiesa di San Bartolomeo
Un altro edificio d'interesse è la Chiesa di San Bartolomeo, eretta probabilmente intorno al XIII secolo.
|  |

### Palazzo delle Corporazioni
Il Palazzo delle Corporazioni è un edificio in granito, costruito nel 1740 per volere di Richard Edgcumbe.

### Edgcumbe House
La Edgcumbe House è un edificio in granito risalente al 1740: era la residenza della famiglia Edgcumbe.

### Taprell House
La Taprell House è un edificio risalente forse alla metà del XVI secolo o agli inizi del XVII secolo.

## Lostwithiel nel cinema e nelle fiction
- A Lostwithiel furono girate alcune scene della serie televisiva britannica degli anni settanta, ambientata in Cornovaglia e tratta dalla serie di romanzi di Winston Graham, Poldark.[13]

## Amministrazione

### Gemellaggi
- Pleyber-Christ, Francia